# Jan Jarkowski (neurochirurg)
Jan Jarkowski, herbu Korczak (ur. 1 lutego 1880 w Moskwie, zm. 20 sierpnia 1929 w Paryżu) – polski lekarz neurochirurg, działacz Polskiej Partii Socjalistycznej i polskiej emigracji w Paryżu.

## Życie
Ukończył gimnazjum w Moskwie i studia w Akademii Medyko-Chirurgicznej w Petersburgu (1904). Już w czasie studiów został członkiem Polskiej Partii Socjalistycznej. W latach 1900–1901 zajmował się przerzutem nielegalnej bibuły przez granicę fińsko-rosyjską. Od 1904 był pełnomocnikiem Centralnego Komitetu Robotniczego PPS  i członkiem Warszawskiego Komitetu Robotniczego PPS. W końcu 1904 został aresztowany i zesłany w trybie administracyjnym do Rygi. Wiosną 1905 przebywał w Petersburgu, gdzie organizował koła polskiej młodzieży socjalistycznej. Od jesieni 1905 do czerwca 1906 członek CKR PPS. W sporach pomiędzy lewicą a prawicą w PPS zajmował stanowisko centrowe i był rzecznikiem jedności partii. W listopadzie 1905 krótko aresztowany, następnie uczestniczył w VIII Zjeździe PPS we Lwowie (luty 1906) i III Radzie Partyjnej PPS (czerwiec 1906). Po tej ostatniej zrezygnował z aktywnego uczestnictwa w ruchu socjalistycznym. 
Dla uniknięcia represji opuścił Imperium Rosyjskie i osiedlił się w Krakowie, gdzie rozpoczął praktykę lekarską (1906). Następnie pracował w sanatorium w Bystrej koło Bielska (1906-1907) Pod koniec 1907 przeniósł się do Paryża, gdzie wkrótce stał się najbliższym współpracownikiem i asystentem wybitnego neurochirurga profesora Józefa Babińskiego. Pod jego kierunkiem i wspólnie z nim opublikował szereg prac naukowych, przeważnie w języku francuskim. Doceniając znaczenie psychoanalizy dla „podpatrywania mechanizmu procesów psychicznych” podobnie jak Babiński nie uznawał jej za przydatną w leczeniu nerwic, a szczególnie histerii. Uznawał, że psychoanaliza może leczyć, ale tylko poprzez sugestię, na którą podatni są pacjenci histeryczni. Argumentował przy tym, że istnienie kompleksów seksualnych jest w populacji bardzo powszechne i nie łączy się z objawami nerwicy. Wraz z Babińskim prowadził badania nad chorymi  z zespołem Brown-Séquarda, a później nad niektórymi przypadkami porażenia połowiczego, wykazały one że może istnieć wzmożenie odruchów bólowych oparte na nadmiernej pobudliwości ośrodków mózgowych, nieobjętych bezpośrednio przez chorobę. Zagłębienie się w dziedzinę niemoty pozwoliło mu podkreślić  fakt, że aleksja i agrafia dlatego mogą towarzyszyć niemocie czysto ruchowej, iż umiejętności te zdobywają się przy wybitnym udziale mowy artykułowanej, zniszczenie zatem głównego źródła umiejętności u osobników, mało wyćwiczonych, pociągać za sobą może zanik tak pisania jak czytania. Współpracował z organem Francuskiego Towarzystwa Neurochirurgicznego - "Revue Neurologique" a od 1910 także z dwumiesięcznikiem "Neurochirurgia w Polsce". W 1927 habilitował się na Uniwersytecie Warszawskim i przez następne dwa lata aż do śmierci prowadził kilkutygodniowe wykłady na tej uczelni z neurochirurgii.
Obok pracy zawodowej uczestniczył aktywnie w życiu Polonii francuskiej, m.in. był prezesem Stowarzyszenia Pracy Kulturalno-Społecznej. Podczas I wojny światowej jako lekarz wojskowy służył w armii francuskiej. 

### Prace Jana Jarkowskiego
- [wraz z Josephem Babinskim] Répparition provoquée et transitoire de la motilité volitionelle dans la paraplégie”, "Revue neurologique" [1911] (extrait)
- [wraz z Josephem Babinskim] Sur la localisation des lésions comprimant la moelle de la possibilité d’en préciser le siège et d’en déterminer la limite inférieure au moyen des réflexes de défense, "Communication faite à l’Académie de Médecine" le 16 janvier 1911.
- [wraz z  [Octave] Crouzon, [Daniel] Petit-Dutaillis,lvan Bertrand] Compression medullaire par pachymeningite de naturę indeterminee, operation, guerison,  Poitiers 1929 Societe Francaise d'lmprimerie s. 8. - Extr.: "Revue Neurologique" 1929 nr 1 juillet

### Odznaczenia
Krzyż Niepodległości (1933)

## Życie prywatne
Pochodził z rodziny o tradycjach patriotycznych, jego dziad Józef był powstańcem listopadowym. Był synem absolwenta Instytutu Technologicznego w Petersburgu (IT) oraz znanego inżyniera kolejowego Jana (1844–1902) i Heleny z Szendzikowskich (zm. 1919). Miał dwie siostry – Kazimierę (1878- 1906), żonę inż. technologa Aleksandra Jaronia (1875-1935) i Helenę (1882-1920), która po śmierci siostry wyszła za szwagra i zamieszkała z nim w Tallinie oraz trzech braci: absolwenta IT a potem księdza - Aleksandra (1874-1918), absolwenta i wykładowcę IT, pioniera lotnictwa w Rosji – Witolda (1875-1918) inżyniera chemika, wykładowcę IT Władysława (zm. 1920).

## Literatura
- Stanisław Kalabiński, Jerzy Kubiatowski, Jarkowski Witold (1875-1918), Słownik biograficzny działaczy polskiego ruchu robotniczego, t. 2, Warszawa 1987, s. 651-652
- Natalia Zandowa, Jan Jarkowski (Wspomnienie pośmiertne). "Warszawskie Czasopismo Lekarskie" Rocznik 6 nr. 3 z 12 września 1929,.s. 880–882